# Mihail Ier de Valachie
Mihail Ier de Valachie est un prince de Valachie de 1418 à 1420. Il est le seul fils légitime
Mircea l'Ancien, qui fait de lui son co-régent. Proclamé prince à partir de 1415, Mihail devient seul souverain après la mort de son père au début de 1418. Son soutien à la campagne des Hongrois contre l'Empire ottoman contraint le sultan, Mehmed Ier, à envahir la Valachie, l'obligeant ainsi à payer tribut. Après que Mihail ait refusé de respecter les termes du traité, les Ottomans donnent leur appui à son rival Dan, qui entre en Valachie en 1420. Dan et ses alliés Ottomans défont les armées valaques et Mihail est tué sur le champ de bataille.

## Règne
Mihail ou Michel est a priori le seul fils légitime de Mircea l'Ancien bien qu'il soit mentionné comme co-régent de Mircéa pour la première fois en 1391, c'est à partir de 1415 qu'il est dénommé de façon permanente « voïvode et prince ». Mihail est encore co-régent de son père quand en 1417 il refuse de payer le tribut promis par Mircéa à l'Empire Ottoman. Mihail devient seul souverain de Valachie après la mort de son père le 31 janvier 1418.
La première année de son règne est pacifique car le sultan, Mehmed Ier, est encore accaparé par les conflits internes jusqu'à la
consolidation de l'Empire Ottoman. Michel soutient Sigismond de Luxembourg, roi de Hongrie, qui entreprend une campagne contre les Ottomans à l'automende 1419,. Ils s'emparent de la ville de Turnu Severin que le père de Michel avait du leur abandonner, mais elle demeure ensuite sous le contrôle de Sigismond. En représailles le sultan envahit la Valachie, obligeant Michel à lui céder Giurgiu et d'autres forteresses sur le Danube et à lui payer le tribut qu'il n'avait pas envoyer pendant les trois précédentes années. Michel est également contraint d'envoyer ses deux fils, Michel et Radu, mentionnés dans un acte du 2 juin 1418, comme otages de l'Empire Ottoman.
Le cousin de Michel, Dan, proclame alors ses prétentions au trône de Valachie. De nombreux
boyards de Michel dont les influents Albul et Utmeș font défection et rejoignent le prétendant. Dan arrive en
Valachie au début de 1420. Au début, Michel réussit à lui résister, mais comme il ne parvient pas à effectuer tous les paiements promis à l'Empire ottomans par le traité de 1419, son cousin obtient l'aide militaire des ottomans. Michel de son côté reçoit des renforts de Hongrie, mais ses forces conjointes son mise en déroute au cours de l'été 1420 et Michel est tué sur le champ de bataille.
Un siècle plus tard Mehmet Beg Mihaloglu, pacha turc de Nicopolis dont la famille était issue d'un renégat roumain, tentera de se faire investir par le sultan Soliman II en Valachie en se proclamant un descendant du second fils et homonyme du prince Mihail.

## Sources
- (en) Cet article est partiellement ou en totalité issu de l’article de Wikipédia en anglais intitulé « Michael I of Wallachia » (voir la liste des auteurs).
- Nicolae Iorga Histoire des Roumains Volume IV, les chevaliers pages 10–14. Bucarest (1937)
- (ro) Constantin C. Giurescu & Dinu C. Giurescu Istoria Romanilor volume II (1352-1606) Page 113. Editura Științifică și Enciclopedică București (1976).
- Pál Engel, The Realm of St Stephen : A History of Medieval Hungary, 895–1526, I.B. Tauris Publishers, 2001, 416 p. (ISBN 1-86064-061-3)
- Ioan Bolovan, Florin Constantiniu, Paul E. Michelson, Ioan Aurel Pop, Cristian Popa, Marcel Popa, Ioan Scurtu, Kurt W. Treptow, Marcela Vultur et Larry L. Watts, A History of Romania, The Center for Romanian Studies, 1997 (ISBN 973-98091-0-3)
- Radu R. Florescu et Raymond T. McNally, Dracula, Prince of Many Faces : His Life and his Times, Back Bay Books, 1989, 261 p. (ISBN 978-0-316-28656-5)
- (ro) Mihai Florin Hasan, « Aspecte ale relațiilor matrimoniale munteano-maghiare din secolele XIV-XV [Aspects of Hungarian-Wallachian matrimonial relations of the fourteenth and fifteenth centuries] », Complexul Muzeal Bistrița-Năsăud, vol. XXVII,‎ 2013, p. 128–159 (ISSN 1222-5096, lire en ligne, consulté le 13 septembre 2016)
- (en) Kurt W. Treptow, Vlad III Dracula : The Life and Times of the Historical Dracula, The Center of Romanian Studies, 2000, 256 p. (ISBN 973-98392-2-3)